# إنيو ماركيتو
إنيو ماركيتو (بالإيطالية: Ennio Marchetto)، كوميدي إيطالي عرف على مستوي العالم بتقديمة لغة مسرحية خاصة عرفت باسم الكرتون الحي، مزج فيها المسرح الصامت، الرقص، الموسيقى، والملابس التي تتغير بسرعة المصنوعة من الورق المقوى. على مدار 18 عاما قدم إنيو عروضه في حوالي 70 دولة، وشاهده أكثر من مليون مشاهد. عروضه حصلت على العديد من الجوائز، والنقد أيضا.

## حياته
وولد إينيو في 20 فبراير 1960، في البندقية بإيطاليا. كان بيته قريبا من بيت الكاتب المسرحي الإيطالي كارلو قالدوني. كانت شخصيات دزني هي المصدر الأساسي لألهامته عندما كان يزين شجرة الميلاد مع أخته الصغيرة. نشأ في أجواء كرنفال البندقية والعروض المسرحية، وعمل في العديد من وورش العمل مع الراقصة البريطانية ليندسي كيمب، ثم قدم عددا من العروض الراقصة مع الراقصة الألمانية باينا بوخ، مما ألهمه لتقديم عروضه الخاصة.
في بداية عام 1980 كان يعمل على صناعة العديد من الألبسة والأقنعة للمهرجان، وهو ما يزال يعمل في محل الأسبريسو الذ ي يملكه والده وتوقع الجميع أن يستمر في عمل العائلة، ما عدا إينيو. في أحد أحلمه رأى مارلين مونرو ترتدي ثياب من ورق، في نفس اليوم صنع أول ملابس ورقية وبدأ بعرضها على أصدقائه وعائلته، ثم على الناس في الشارع والذين كانوا يحتفلون بالكرنفال. في عام 1988 فاز عن أحد عروضه بجائزة الأسد الذهبي في مهرجان الترفيه الفانيسي، بعد هذه جائزته الأولى آصبح إينيو يقدم عروضه في العديد من البرامج التلفزيونية، والكابريهات، وسعى لخلق العديد من الشخصيات الجديدة، مع محاولته لصنع مسرحه الخاص.
في عام 1990 كانت محاولته الأولى في المسرح، عندما قام بدور الممثل المسرحي الإيطالي ليوبولدو فيرولي في مسرحية كتبها وأخرجها دانيلي سالا، مما منحه شهرة، بعد أن قدم أربعة عروض فقط أدرك أن هذا النوع من المسرح لا يستهويه فتوقف.
بعد عرضه الأخير قابل مصمم الأزياء سوسثين هيننيكام، الذي قدمه لأصداقائه ليتمكنوا من مشاهدة عروض إنيو، بعد تعاون طويل قام سوسثين بإضافة بعض تقنيات الأوريقامي في التعامل السريع مع الورق وعملا على تحسينات أخرى، بعد عدة شهور أصبح لدى سوسثين وإنيو أزياء ورقية كافية لتقديم عرض يصل إلى ساعة كاملة. بدءا بتقديم عروض منفردة في بولونيا، تمكنا بعدها من تقديم عروضهم في التلفزيون وتمت دعوتهم في أماكن أخرى من إيطاليا.
بعد نحو سنة شاهد مدير مهرجان أدنبره قلانيس هيندرسون، تسجيلات فديو لعروض إنيو ثم سأل إنيو أن كان مهتما بتقديم عرض في المهرجان، قرر إنيو أن يجرب إن كان باستطاعته أن يقدم عروضه في الخارج، لكن كانت نصف شخصياته إيطالية وهي بالتأكيد غير معروفة في الخارج.
في غضون إسيوعين فقط كان إنيو قد تمكن من صناعة 18 شخصية جديدة منها الملكة إليزبيث الثانية ومغني الروك الإنجليزي فريدي ميركوري، مغنية السول الأمريكية ناينا تورنير، وأيضا إلاهة الحب فينوس. لم يكن اليوم الأول في العرض يالنسبة لإنيو سهلا، فلم يتواجد في المسرح سوى عدد قليل من الأشخاص، لكن بعد أن تم الحديث عن العرض من قبل مالكوم هاي في مجلة تايم آوت المسموعة ومطالبته الناس بأن لا يفوتوا العرض، لم تمر أيام إلا وأصبحت القاعة تمتلأ عن اخرها، وأصبح إنيو حديث المهرجان. بعد ذلك أصبحت الأمور تسير بشكل أسرع، فبعد أن قام بعروض في أرجاء المملكة المتحدة، تم ترشيح أنيو وسوسثين لجائزة «أفضل عمل ترفيهي» من قبل القائمين على جائزة لورنس أوليفر المسرحية، وفي نفس العام قام تلفزيون قرنادا بإنتاج فيلم وثائقي يتحدث عن إنيو باسم «الاحتفالات، مارلين من ورق».
بعد سنة ظهر إنيو لأول مرة في جوائز إم تي في الأوربية ببرلين، بصحبة عدد من المغنين مثل الأمريكي برنس، المغني البزيطاني جورج مايكل والمغنية النرويجية بيورك. بعد أربعة أشهر طار إلى باريس ليقدم عرضا في تاييتر دو قافين في جولة عالمية مع فرقة البوب البريطانية إريشير، شملت أيضا ألمانيا ونيويورك. في عام 1995 حصل على جائزة برفورمنس دأكتو في كان. وفي 1996 فاز بجائزة سيباستيا قاسيش في برشلونة.
في عام 1998 طلب من إنيو أن يقدم عرضا مع سبايس غيرلز وبراين آدمز وفنانون آخرون في عرض سيقدم برويال فاريتي بيرفورمنس على شرف الأمير تشارلز انتجته محطة ال بي.بي.سي. في نفس العام قام بتقديم عرض خاص للأسرة الملكية الهولندية، بمناسبة عيد ميلاد الملكة بياترس ملكة هولندا.
في عام 1999 تم ترشيحه لجائزة دراما ديسك التي تقدم للعروض من خارج برودواي، وقدم عروض في عدد من المدن الأمريكية كلوس آنجلوس، وسان فرانسسكو، وحصل على جائزة قارلاند.
في عام 2001 طلب من ألتون جون بأن يقدم عرضا في الحفل السنوي الذي يقيمه ألتون جون في عقاره بإكسفوردشاير من أجل مكافحة الأيدز. في عام 2002 شارك إنيو إلتون جون وخوسيه كاراراس في عروض خاصة قدمت على متن الباخرة البحار السبعة. أيضا قام بتقديم عروضه لستة أسابيع في المسرح الكبير ببرشلونة، كما قام بالعديد من العروض في عدد من البرامج التلفزيونية.
في عام 2003 عاد إنيو مرة أخرى للمملكة المتحدة وأيرلندا، كما قام بعرض لصالح محطة بي.بي.سي 2، أتبعها بجولة في ألمانيا كان قبلها قد قدم مع المقدم الإيطالي السهير جياني موراندي في برنامج «إونو داي نوي» على قناة راي واحد، يسافر بعدها إلى أمريكا حيث قدم عرضا في افتتاح دار الأوبرا في نابا فالي.
في عام 2004 قام في العديد من الجولات الأوربية شملت ألمانيا وهولندا، وأيضا زار أمريكا، ثم عاد ليقدم في الرويال فاريتي بيرفورمنس.
في عام 2005 قام بتقديم عرض خاص بمناسبة اليوبيل البلاتيني لولادة الكاتب الدنماركي الشهير هانز كريستيان أندرسون، في كوبنهاغن أمام الأسرة المكلية الدنماركية وأكثر من 40.000 مشاهد، وبحضور عدد من المشاهير مثل إزابيل آليندي، جان ميشال جار وروجر مور. قدم العديد من الشخصيات الفرنسية في عدد من العروض بباريس، كما قام بالمشاركة في برنامج تلفزيون الواقع الشهير ستار آكاديمي، كما قام بتقديم هذه العروض في عدد من المدن الأمريكية، والآسيوية كسنغفورا وهونغ مونغ، إيضا في العديد من المدن الألمانية.
في عام 2006 أكمل نجاحاته في برلين، ثم عاد ليقوم بجولة في أيطاليا، شملت مسقط رأسه البندقية حيث قدم عرضا في مهرجانها بمسرح قالدوني، واختتم جولته الصيفية في إيطاليا بعرض في روما، قام بعدها بتقديم عرض في أعياد الميلاد بلندن بساوث بانك سنتر، قدم فيه العديد من الشخصيات الجديدة.
في 2007 سيعود لإيطاليا مرة أخرى ويزور برلين، ودبي، نيوزلاندا، أمريكا وهولند.

## وصلات خارجية
- إنيو ماركيتو على موقع IMDb (الإنجليزية)
- إنيو ماركيتو على موقع قاعدة بيانات برودواي على الإنترنت (الإنجليزية)

الموقع الرسمي لإنيو ماركيتو